# カルバリーチャペルアワー
カルバリーチャペルアワーは、神奈川県大和市にある教会「大和カルバリーチャペル」が製作する宗教番組である。

## 概要
衛星放送「日本CGNTV」によるテレビ放送及びFMラジオ放送を行っている。日本CGNTVは、韓国のキリスト教系宗教団体が日本での宣教のために2006年ごろ設立した衛星放送局。
また、インターネットストリーミング放送で礼拝の模様を見ることも可能である。

## 放送局・放送時間
テレビ
- CGNTV（日本語チャンネル）
  - 日曜日 19:15 - 20:20（本放送）
  - 金曜日 13:30 - 14:20（再放送）
  - 土曜日 23:20 - 翌0:20（再放送）

かつてはベターライフチャンネルでも放送していたが、2008年4月27日の放送をもって終了した。

ラジオ
- FMやまと
  - 日曜日 6:00 - 7:00（モーニングチャペル）
  - 日曜日 23:00 - 24:00（ミッドナイトチャペル）

両放送ともに、2007年7月29日の放送をもって終了した。同年8月5日より、日曜日 11:00 - 12:00の生放送を実施している。
- レディオ湘南
  - 日曜日 11:00 - 12:00（放送終了）